# Horné Srnie
Horné Srnie es un municipio del distrito de Trenčín en la región de Trenčín, Eslovaquia, con una población estimada a final del año 2024 de 2679 habitantes.
Se encuentra ubicado en el centro-norte de la región, cerca del río Váh (cuenca hidrográfica del Danubio) y de la frontera con la República Checa.

## Demografía
| Año        | 1994 | 2004    | 2014    | 2024    |
| ---------- | ---- | ------- | ------- | ------- |
| Población  | 2862 | 2876    | 2795    | 2679    |
| Diferencia |      | +0,48 % | −2,81 % | −4,15 % |

| Año        | 2023 | 2024    |
| ---------- | ---- | ------- |
| Población  | 2700 | 2679    |
| Diferencia |      | −0,77 % |